# Часовня святого Иосифа (Рокишкис)
Часовня святого Иосифа (лит. Šv. Juozapo koplyčia) — католическая часовня в городе Рокишкис, Литва. Входит в церковно-приходской комплекс святого апостола Матфея. Включена в Регистр культурных ценностей Литовской Республики, охраняется государством (код 22374).

## История
Строительство часовни святого Иосифа велось с 1881 по 1885 гг. по проекту австрийского архитектора Георга Вернера. Часовня была предназначена для проведения похоронных служб, но из-за того, что она не могла вместить большое количество людей, похоронные службы стали проводиться в церкви. 
В советское время часовня была закрыта и превращена в склад. В 2006 году здание было восстановлено за счет пожертвований прихожан, внутри были установлены скамейки, проведено освещение.
В 1996 года часовня святого Иосифа была внесена в реестр культурных ценностей Литвы (код 22374).
По инициативе Йонаса Довиденаса (лит. Jonas Dovydėnas) профессором Вильнюсской художественной академии Альгирдасом Довиденасом (лит. Algirdas Dovydėnas) был создан проект витражей для часовни. В 2015 году, после смерти Довиденаса, работу продолжила его ученица Иева Палтанавичюте (лит. Ieva Paltanavičiūtė). По проекту витражи часовни будут состоять из пяти двойных окон и шести розеток.

## Архитектура
Здание имеет шестигранную форму с куполообразной крышей, увенчанной готической башней. Стены сложены из красного кирпича. Внутри находится алтарь высотой 410 см, над которым расположена полихромная и позолоченная скульптура святого Иосифа, высотой 130 см. По периметру зала устроена галерея, поддерживаемая рядом колонн. Пол выложен керамической плиткой с орнаментом. Под часовней находится склеп, где похоронен граф Райнольд Тизенгаузен (1830—1880). 